# Eudendrium maorianus
Eudendrium maorianus är en nässeldjursart som beskrevs av Peter Schuchert 1996. Eudendrium maorianus ingår i släktet Eudendrium och familjen Eudendriidae. Inga underarter finns listade i Catalogue of Life.